# Idaea circumsticta
Idaea circumsticta là một loài bướm đêm trong họ Geometridae.